# Piazza San Domenico Maggiore
Piazza San Domenico è una delle piazze più importanti di Napoli. Essa si trova lungo il decumano inferiore della città, a breve distanza da piazza del Gesù Nuovo.
Trovandosi nel cuore del centro storico partenopeo, la piazza è crocevia di due importanti strade della città: Spaccanapoli (il decumano inferiore est-ovest) e via Mezzocannone (cardine che taglia sud-nord).

## Storia e descrizione
La piazza prende il nome dalla chiesa, di cui si ammira la zona absidale chiusa in alto da una cornice merlata, che si erge alle spalle dell'obelisco di San Domenico.
È uno dei luoghi più significativi della città perché, storicamente, rappresenta il limite orientale delle mura greche di Neapolis. La piazza fu voluta da Alfonso I di Napoli, infatti proprio a lui si deve la grande scalinata a fianco dell'abside della chiesa di San Domenico Maggiore.
Nel 1764, proprio per l’importanza del luogo, Ferdinando IV emanò un bando, poi murato sulla chiesa e tuttora visibile, che vietava, in questa piazza, a grandi, piccini, uomini e donne di giocare a carte, a palla, di fare schiamazzi, di vendere o affittare alcunché, imponendo tassativamente di non deporre immondizie.
Nei secoli, ha avuto molteplici ruoli, da quelli politici a quelli commerciali finanche a quelli occulti data la vicinanza della Cappella Sansevero. Lo slargo, contornato da palazzi monumentali, oltre ad ospitare la suddetta chiesa, tra le più belle della città, la cui facciata è caratterizzata da un'evidente influenza orientale, vede dominare al centro l'obelisco di San Domenico scolpito da Francesco Antonio Picchiatti, eretto su volere dei napoletani come ringraziamento per essere scampati ad un'epidemia di peste.

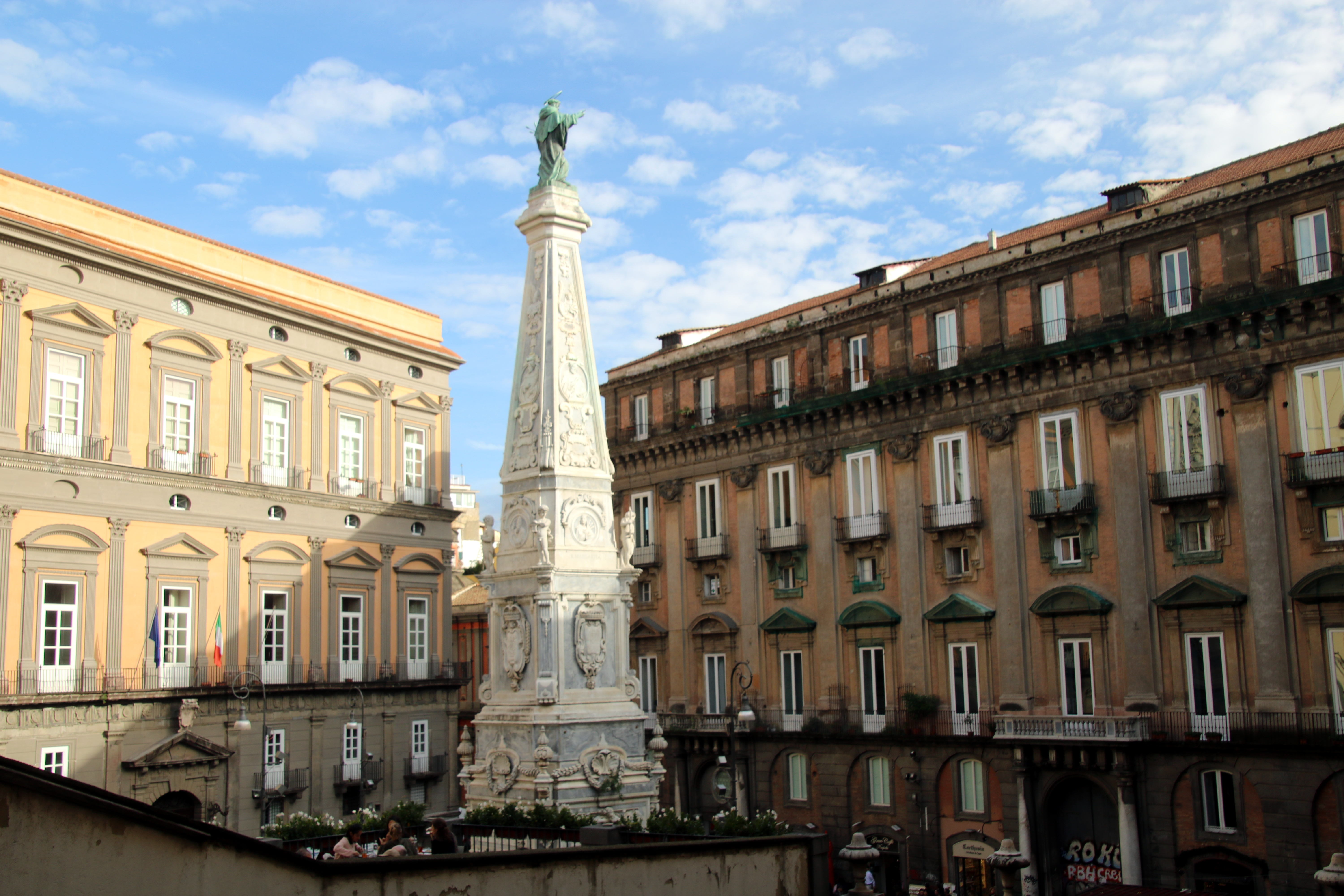
L'obelisco di San Domenico con, sullo sfondo, Palazzo Corigliano e Palazzo di Sangro di Casacalenda.

Gli altri imponenti edifici nobiliari che si affacciano sulla piazza o che sono contigui ad essa sono:
- Palazzo Petrucci;
- Palazzo Saluzzo di Corigliano;
- Palazzo di Sangro di Casacalenda;
- Chiesa di Sant'Angelo a Nilo (presso l'omonima piazzetta);
- Palazzo Carafa della Spina;
- Palazzo di Sangro.

Infine nella piazza, precisamente al piano terra del palazzo di Sangro di Casacalenda ha sede la plurisecolare pasticceria napoletana Scaturchio, produttrice del Ministeriale.